# Eduardo Bengoechea
Eduardo Bengoechea (Córdoba, 2 luglio 1959) è un ex tennista argentino.

## Carriera
In carriera ha raggiunto due finali nel doppio all'ATP Buenos Aires nel 1985 e nel 1988. Nei tornei del Grande Slam ha ottenuto il suo miglior risultato all'Open di Francia raggiungendo il terzo turno nel singolare nel 1981 e nel 1988, e nel doppio nel 1981.
In Coppa Davis ha giocato un totale di 2 partite, ottenendo 2 vittorie.

## Statistiche

### Doppio

#### Finali perse (2)
| Numero | Anno             | Torneo                         | Superficie  | Compagno        | Avversari in finale             | Punteggio     |
| 1.     | 3 marzo 1985     | ATP Buenos Aires, Buenos Aires | Terra rossa | Diego Pérez     | Martín Jaite Christian Miniussi | 4-6, 3-6      |
| 2.     | 13 novembre 1988 | ATP Buenos Aires, Buenos Aires | Terra rossa | José Luis Clerc | Carlos Costa Javier Sánchez     | 3-6, 6-3, 3-6 |

### Risultati in progressione
| Sigla | Risultato               |
| ----- | ----------------------- |
| V     | Vincitore               |
| F     | Finalista               |
| SF    | Semifinalista           |
| QF    | Quarti di Finale        |
| 4T    | Quarto turno            |
| 3T    | Terzo turno             |
| 2T    | Secondo turno           |
| 1T    | Primo turno             |
| RR    | Round Robin             |
| LQ    | Turno di qualificazione |
| A     | Assente                 |

#### Singolare nei tornei del Grande Slam
| Torneo          | 1981 | 1982 | 1983 | 1984 | 1985 | 1986 | 1987 | 1988 | 1989 |
| --------------- | ---- | ---- | ---- | ---- | ---- | ---- | ---- | ---- | ---- |
| Australian Open | A    | A    | A    | A    | A    | ND   | A    | A    | A    |
| Open di Francia | 3T   | 1T   | A    | A    | 2T   | 1T   | 2T   | 3T   | 1T   |
| Wimbledon       | A    | A    | A    | A    | A    | 1T   | A    | A    | A    |
| US Open         | A    | A    | A    | A    | 2T   | 2T   | A    | A    | A    |